# Афганистански афган
Афганистански афган (на пущунски и дари: افغانۍ) е валутата на Афганистан, издавана от централната банка Да Афганистан банк. Дели се на 100 пула, въпреки че не съществуват монети със стойност на пулове.

## История

### 1925 – 2002 г.
Първоначалните афгани са въведени през 1925 г., заменяйки тогавашната афганистанска рупия, която е в употреба от 1891 г. Освен че се подразделя на 100 пула, 20 афгани се равняват на един аман. Курсът на обръщане от рупия понякога се приема за 1 афган = 1 рупия и 6 пайса, основавайки се на съдържанието на сребро в последните рупиени монети и първите афгански монети. В началото афганите съдържа 9 грама сребро. Рупия все още е в обращение до 1978 г.
Първите афгански банкноти са въведени през 1935 г.
Освен през Първата световна война, международният курс на Афганистан се определя свободно от пазарните сили. Все пак, в някои периоди, съществува двоен обменен курс в Афганистан: официален курс, фиксиран от афганистанската централна банка, и курс на свободния пазар, който се образува от силите на търсене и предлагане в Кабулския търговски базар Сарайе Шахзада. Например, за да се избегнат сезонните колебания в курса, е приет фиксиран курс през 1935 г. По това време 4 афганистански афгани се обменят за 1 индийска рупия. След основаването на Да Афганистан банк като централна банка на Афганистан, такъв преференциален официален обменен курс продължава да се практикува. Дупката между официалния курс и курса на свободния пазар продължава да расте през 1980-те години и по време на последвалата гражданска война.
Афганите се обменят при курс 67 Af към 1 щатски долар през 1973 г., докато през 1992 г. доларът се равнява на 16 000 афгани.
Банкноти от периода на монархията на Мохамед Захир Шах спират да бъдат законно платежно средство към 1991 г.
След създаването на неработещо правителство и започването на Афганистанската гражданска война, различни лидери и фракции правят свои собствени афгански банкноти, за да се издържат финансово, без оглед на стандартизация или спазвайки серийни номера.
През декември 1996 г., малко след като талибаните вземат контрол над афганистански институции, Ехсанула Ехсан, председателят на талибанската централна банка, обявява повечето афгански банкноти в обращение за обезценени (около 100 трилиона афгани) и отменя договора с руската фирма, която печата валутата от 1992 г. Ехсан обвинява фирмата в това, че изпраща нови доставки с афгански банкноти до сваления президент Бурханудин Рабани в северната провинция Тахар. Обменният курс по времето на обявяването на Ехсан е 21 000 афгани за щатски долар. След това е девалвиран до 43 афгани за щатски долар.
След нахлуването на САЩ в Афганистан през 2001 г. валутата става силно нестабилна. Афганите се търгуват при курс 73 000 Af за щатски долар към септември 2001 г., като се устремяват към 23 000 Af след падането на Кабул през ноември 2001 г., преди да паднат отново на 36 000 Af през януари 2002 г. Около седем различни варианта на валутата циркулират по това време, като броят на банкнотите вероятно е достигал трилиони.
Към април 2002 г. афганът се обменя при курс 6400 Af за щатски долар, докато към септември 2002 г. курсът е 52 000 Af за щатски долар.

### От 2002 г. насам
През 2002 г. афганите са стандартизирани по ISO 4217 и получават код AFN. Подразделения не са пуснати. Заменят се предните афгани по два различни курса: пуснатите пари от правителството на президента Бурханудин Рабани (де юре 1992 – 2001 г.) са заменени при курс 1000 за новите афгани, докато пуснатите от командира Абдул Рашид Дустум (1992 – 1997 г. в Северен Афганистан) са заменени при курс 2000 за новите афгани. Това се налага като мярка за стабилизиране на икономиката и спиране на бързата инфлация. Банкнотите са отпечатани в Германия.
Новата валута е обявена от президента Хамид Карзай на 4 септември 2002 г. и се въвежда на пазара на 8 октомври 2002 г. Тази монетна реформа е добре приета от обществото като знак за сигурност и стабилност, особено в усилията за възстановяване на страната. На хората вече не се налага да носят чанти с пари за дребни покупки. За пръв път от много години валутата е под контрола на централната банка, вместо под контрола на командири. Повечето стари банкноти са унищожени към края на 2002 г. Малко преди преиздаването на банкнотите, съществуват над 15 трилиона афгани в обращение след неконтролируемото печатане под талибанска власт и по време на годините на война и окупация.
Да Афганистан банк приема режим на плаващ валутен курс и оставят курсът да бъде определян свободно от пазарните сили. Новите афгани са оценени на 43 афгани за щатски долар.
След обезценяване в края на 2003 г., афганът поддържа стойност, печелейки 8% спрямо щатския долар между март и юли 2004 г. Това оценяване по време на нарастваща инфлация вероятно отразява желанието на населението да използван афганите като разплащателно средство. Това течение може да се припише на относителната стабилност на курса след въвеждането на новата валута, административните мерки за насърчаване на използването ѝ, като например изискването продавачите да обозначават цените на стоките си в афгани. Към 2009 г. афганите се обменят при курс 45 Af за щатски долар.

## Монети
През 1925 г. бронзови и месингови монети от 2, 5 и 10 пула, билонни от 20 пула, сребърни от 1⁄2 и 1 афгани и златни от 1⁄2 и 1 амани са въведени, последвани от сребърни 21⁄2 афгани и златни 21⁄2 амани през 1926 г. През 1930 г. са добавени бронзови и месингови 1 и 25 пула, заедно с бронзови 3 пула и медно-никелови 10 и 20 пула през 1937 г.
През 1952 г. алуминиеви 25 пула и никелирани стоманени 50 пула са въведени, последвани от алуминиеви 2 и 5 афгани през 1958 г. През 1961 г. се секат никелирани стоманени 1, 2 и 5 афгани. През 1973 г. новата Република Афганистан издава бронзирана стоманена монета от 25 пула, помедена стоманена от 50 пула и никелирано-помедена стоманена от 5 афгани. Между 1978 г. и 1980 г. Демократична република Афганистан емитира алуминиево-бронзови 25 и 50 пула и медно-никелови 1, 2 и 5 афгани. Ред възпоминателни монети са издадени и от Ислямската държава Афганистан между 1995 и 2001 г.
На 11 април 2005 г. са въведени монети със стойност 1, 2 и 5 афгани.
- 1 афган, лице (1961 г.)
- 1 афган, гръб (1961 г.)
- 2 афгани, лице (1961 г.)
- 2 афгани, гръб (1961 г.)
- 500 афгани, лице (1981 г.)
- 500 афгани, гръб (1981 г.)
- 1 афган, лице (2004 г.)
- 1 афган, гръб (2004 г.)
- 2 афгани, лице (2004 г.)
- 2 афгани, гръб (2004 г.)
- 5 афгани, лице (2004 г.)
- 5 афгани, гръб (2004 г.)

## Банкноти
Между 1925 и 1928 г. са въведени трезорни банкноти с номинални стойности от 5, 10 и 50 афгани. През 1936 г. са добави банкноти от 2, 200 и 100 афгани. Да Афганистан банк поема контрол над печатането на банкнотите през 1939 г., издавайки банкноти за 2, 5, 10, 20, 50, 100, 500 и 1000 афгани. Банкнотите от 2 и 5 афгани са заменени от монети през 1958 г. През 1993 г. са въведени банкноти от 5000 и 10 000 афгани.
- 20 афгани, лице (1963 г.)
- 20 афгани, гръб (1963 г.)
- 100 афгани, лице (1963 г.)
- 100 афгани, гръб (1963 г.)

| Серия от 1978 г. | Серия от 1978 г. | Серия от 1978 г. | Серия от 1978 г. | Серия от 1978 г. | Серия от 1978 г.                                            | Серия от 1978 г.                    | Серия от 1978 г.    |
| Изображение      | Изображение      | Стойност         | Размер           | Основен цвят     | Описание                                                    | Описание                            | Дата на отпечатване |
| Лице             | Гръб             | Стойност         | Размер           | Основен цвят     | Лице                                                        | Гръб                                | Дата на отпечатване |
| ---------------- | ---------------- | ---------------- | ---------------- | ---------------- | ----------------------------------------------------------- | ----------------------------------- | ------------------- |
|                  |                  | 10 афгани        | 115 × 52 mm      | Зелен            | Печатът на Да Афганистан банк                               | Проходът Саланг                     | 1979 г.             |
|                  |                  | 20 афгани        | 125 × 56 mm      | Оранжев          | Печатът на Да Афганистан банк                               | Националният парк Банд-е Амир       | 1979 г.             |
|                  |                  | 50 афгани        | 134 × 58 mm      | Тюркоазен        | Печатът на Да Афганистан банк                               | Дворецът Дарул Аман                 | 1978 г.             |
|                  |                  | 100 афгани       | 142 × 62 mm      | Розов            | Печатът на Да Афганистан банк, селянин                      | Язовирна стена, ВЕЦ                 | 1979 – 1991 г.      |
|                  |                  | 500 афгани       | 151 × 66 mm      | Лилав            | Печатът на Да Афганистан банк, играчи на бузкаши            | Крепостта Бала Хисар                | 1979 – 1991 г.      |
|                  |                  | 500 афгани       | 151 × 66 mm      | Оранжев, зелен   | Печатът на Да Афганистан банк, играчи на бузкаши            | Крепостта Бала Хисар                | 1979 – 1991 г.      |
|                  |                  | 1000 афгани      | 160 × 70 mm      | Кафяв            | Печатът на Да Афганистан банк, Синята джамия (Мазари Шариф) | Пагман                              | 1979 – 1991 г.      |
|                  |                  | 5000 афгани      | 165 × 74 mm      | Лилав            | Печатът на Да Афганистан банк, джамията Пул-е Кишти         | Гробницата на Ахмад Шах Дурани      | 1993 г.             |
|                  |                  | 10 000 афгани    | 170 × 77 mm      | Тюркоазен        | Печатът на Да Афганистан банк, Хератска джамия              | Крепостта Кала-и-Бост на Лашкар Гах | 1993 г.             |

На 7 октомври 2002 г. са въведени банкноти със стойности от 1, 2, 5, 10, 20, 50, 100, 500 и 1000 афгани. Банкнотите от 1, 2 и 5 афгани са заменени от монети през 2005 г. През 2014 г. е въведена нова банкнота от 1000 афгани, за да се предотвратят фалшиви банкноти.